# Samu Fóti
Samu Fóti (Budapest, 17 maggio 1890 – Lipové, 17 giugno 1916) è stato un ginnasta ungherese.

## Palmarès

### Olimpiadi
- 1 medaglia:
  - 1 argento (Stoccolma 1912 nel concorso a squadre)